# Стрельченко, Иван Михайлович
Иван Михайлович Стрельченко (21 мая 1926, Дьяково, Антрацитовский район, Ворошиловградская область — 17 августа 2004, Дьяково, Антрацитовский район, Луганская область, Украина) — украинский советский деятель, председатель колхоза имени Ленина Антрацитовского района Луганской области. Герой Социалистического Труда (1973). Депутат Верховного Совета УССР 9-10-го созывов.

## Биография
Родился в крестьянской семье.
С 1943 г. — колхозник. Служил в Советской армии.
Член ВКП(б) с 1951 года. Образование среднее.
С 1951 г. — слушатель Ворошиловградской школы по подготовке председателей колхозов, агроном колхоза имени Ленина Ровеньковского района Ворошиловградской области, секретарь партийной организации Дьяковской машинно-тракторной станции Ворошиловградской области.
С 1958 г. — председатель колхоза имени Ленина села Дьяково Антрацитовского района Луганской области.
Потом — на пенсии в селе Дьяково Антрацитовского района Луганской области.

## Награды
- Герой Социалистического Труда (1973)
- орден Ленина (1973)
- орден Отечественной войны 1-й ст. (20.10.1987)
- ордена
- медали